# Вебер, Макс Карл Вильгельм
Макс Карл Вильгельм Вебер (1852—1937) — немецко-нидерландский биогеограф, профессор Амстердамского университета (1900), организатор и руководитель морской экспедиции в Нидерландскую Восточную Индию (ныне — Индонезия) в 1899—1900 гг.

## Биография
Макс Вебер был сыном немца Германа Вебера и голландки Вильхельмины ван дер Колк. Когда ему было 2 года, умер отец. В 1873 году он изучал сравнительную анатомию в Боннском университете. С 1875 по 1876 он посещал лекции Карла Эдуарда фон Мартенса в Университете имени Гумбольдта в Берлине. В 1877 году он получил учёную степень кандидата наук в университете Бонна. В 1878 году он сдал экзамен по медицине и прошёл в Германии военную службу. В 1880 году он преподавал в университете Утрехта анатомию человека. С мая по октябрь 1881 года он участвовал в экспедиции в Баренцево море.
В 1883 году он женился на нидерландском альгологе и ботанике Анне Вебер ван Боссе (1852—1942). В том же году он стал профессором зоологии в университете Амстердама.
В 1887 году он стал гражданином Нидерландов. В 1888 году Вебер с женой отправились в Индию и затем на Суматру, Яву, Флорес и Сулавеси, где они занимались исследованиями пресноводной флоры и фауны. В 1892 году Вебер был назначен директором Зоологического музея университета Амстердама. В 1894 году во время экспедиции в Южную Африку он изучал пресноводную фауну. С 1899 по 1900 годы он руководил экспедицией, для которой предоставленная в распоряжение нидерландским правительством канонерская лодка «Siboga» была переоборудована в исследовательское судно. Во время этой экспедиции Вебер обнаружил 131 неизвестный вид животных. Наряду с этим он установил биогеографическую границу, названную «линией Вебера», которая лучше, чем линия Уоллеса, отражала равновесие между Ориентальной и Австралийской областями. Линия Вебера проходит между Моллукскими островами, островом Буру и Сулавеси, между Тимором в Зондском архипелаге и Австралией.
После своего возвращения в Нидерланды Вебер опубликовал «Die Säugetiere. Einführung in die Anatomie und Systematik der recenten und fossilen Mammalia» (в 1904 с расширенным изданием в годы 1927—1928), «Lehrbuch der Biologie für Hochschulen» (учебник по биологии для институтов, 1911), а также 7-томное произведение «The Fishes of the Indo-Australian archipelago».
В 1935 году Вебер был избран иностранным членом Лондонского Королевского общества.
В честь Вебера названы многие таксоны животных, в том числе парусная ящерица Вебера (Hydrosaurus weberi), Карликовая белка Вебера (Prosciurillus weberi), илистый прыгун Вебера (Periophthalmus weberi), Siboglinum weberi, Chromis weberi, Caudacaecilia weberi, Peristedion weberi.

## Основные труды
- Weber M. Der Indo-Australische Archipel und die Geschichte seiner Tierwelt. — Jena: Gustav Fischer, 1902. — 46 S.
- Weber M. Die Säugetiere: Einführung in die Anatomie und Systematik der recenten und fossilen Mammalia. 2. Aufl. — Jena: Gustav Fischer. — Bd 1. Anatomischer Teil. — 1927. — 459 S. ; Bd 2. Systematischer Teil. — 1928. — 922 S.
- Вебер М. Приматы: анатомия, систематика и палеонтология лемуров, долгопятов и обезьян / пер., ред. и доп. М. Ф. Нестурха. — М.; Л.: Биомедгиз, 1936. — 366 с.